# Chaim Schalk
Chaim Schalk (23 de abril de 1986) é um jogador de vôlei de praia canadense, posteriormente obteve a nacionalidade estadunidense.

## Carreira
Chaim Schalk representou, ao lado de Ben Saxton, seu país nos Jogos Olímpicos de Verão. Nos Jogos Olímpicos de Verão de 2016, terminando na fase de grupos.
A partir de 2017 desfaz a dupla com Ben Saxton e passa a representar os Estados Unidos 